# Кюкенталь, Вилли Георг
Вилли Георг Кюкенталь (нем. Willy Georg Kükenthal; 4 августа 1861, Вайсенфельс — 20 августа 1922 или 22 августа 1922, Берлин) — немецкий зоолог. Профессор зоологии в Йене, Бреслау и Берлине. Кюкенталь был специалистом по восьмилучевым кораллам (Octocorallia) и китообразным.

## Биография
Вилли Кюкенталь, старший брат богослова и ботаника Георга Кюкенталя, изучал естествознание в Мюнхенском и Йенском университетах. В 1884 году он получил степень доктора в Йенском университете, став там в 1889 году профессором зоологии.
В 1898 году Кюкенталь получил признание как профессор зоологии и сравнительной анатомии, а также как руководитель Зоологического музея в Бреслау. После профессуры с 1911 по 1912 год в Кембриджском университете, Кюкенталь стал в 1913 году профессором зоологии в Берлинском университете и директором Зоологического музея.
Чтобы собрать учебный материал, он предпринял обширные поездки. В 1886 и 1889 году он отправился в Арктику и Западный Шпицберген. В 1894 году он отправился на Малайский архипелаг и северные Молуккские острова. Так как у Кюкенталя был широкой зоологической интерес, он собрал большое количество материала, который сейчас в основном находится во Франкфуртском Зенкенбергском музее. В период с 1918 по 1919 Кюкенталь был президентом Немецкого зоологического общества.
Последние три года своей жизни Кюкенталь серьёзно болел и умер через восемь лет после первых симптомов рака.
В честь Вилли Кюкенталя названы более 20 видов животных. По правилам Международного кодекса зоологической номенклатуры их видовые эпитеты имеют латинизированную форму kuekenthali.
Остров между Шпицбергеном и островом Баренца носит его имя.

## Труды
- Handbuch der Zoologie
- Forschungsreise in das europäische Eismeer 1889, Bremen 1890 (Digitalisat)
- Leitfaden für das zoologische Praktikum, 1898 (fortgeführt und neu bearbeitet bis heute: 26. Auflage 2009)
- Australien, Ozeanien und Polarländer, mit Wilhelm Sievers, in Sievers: Allgemeine Länderkunde, 1902, 1910